# Felix Speiser
Felix Speiser (* 10. Oktober 1880 in Basel; † 19. September 1949 ebenda) war ein Schweizer Ethnologe; Speiser studierte und promovierte in Chemie an der Universität Basel. Später promovierte er in Berlin zusätzlich im Fach Ethnologie und wurde dann Professor in Basel, wo er zum Direktor des Völkerkundlichen Museums ernannt wurde.

## Biografie

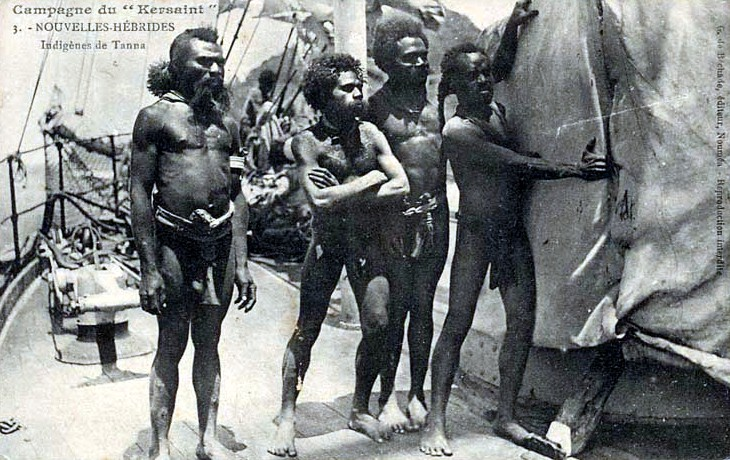
Einwohner der Insel Tanna (Neue Hebriden) zur Zeit von Speisers Expedition

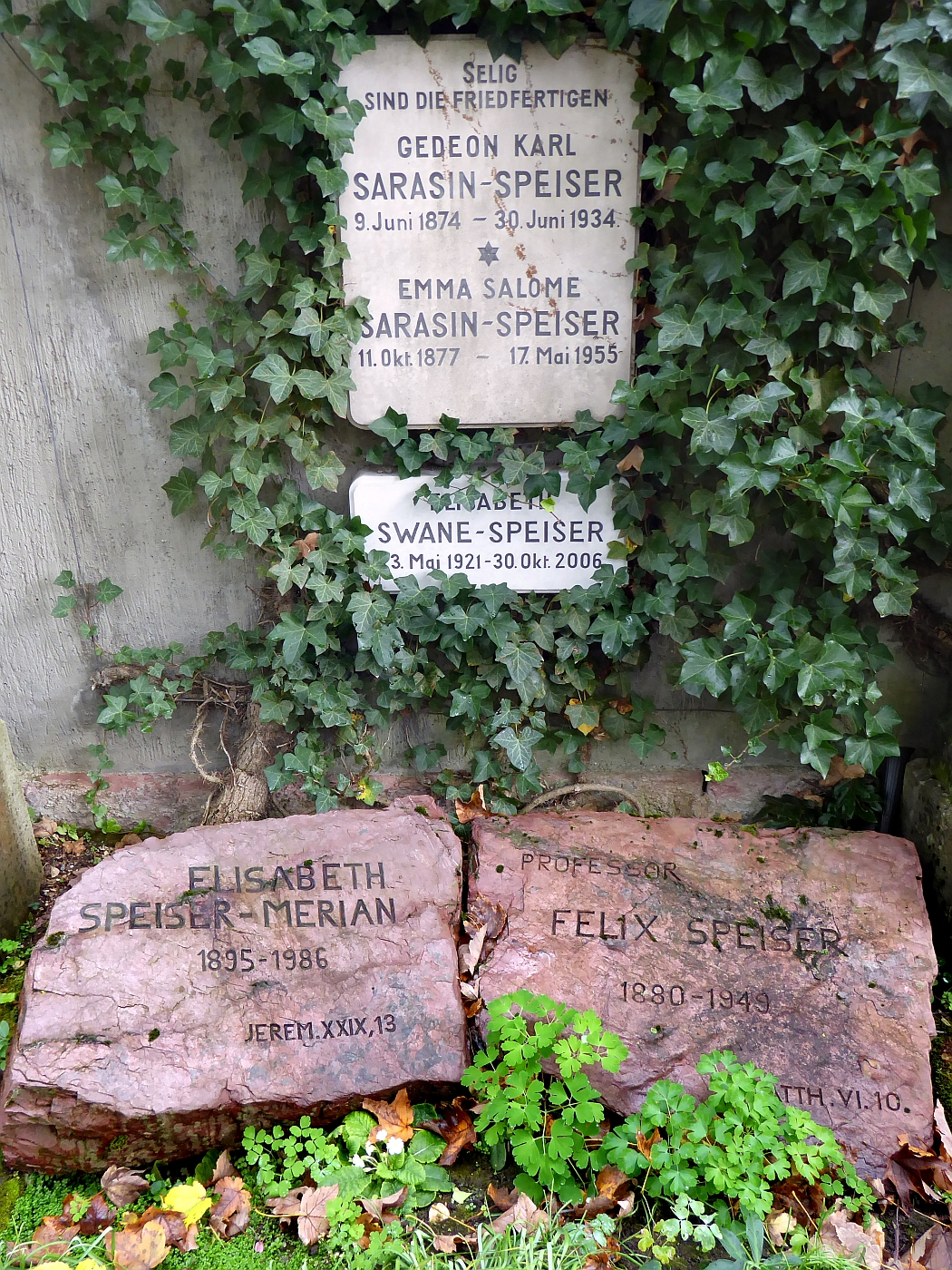
Grab auf dem Friedhof Wolfgottesacker, Basel

Felix Speiser studierte nach dem Besuch der Schule in Basel Chemie in Neuenburg, Göttingen und Basel. Als Angestellter der Firma Geigy reiste er nach Amerika. Ein bereits früher vorhandenes Interesse an der Ethnologie bewog ihn, sich ganz dieser Wissenschaft zuzuwenden. So führte er 1906 eine erste Studie bei den Hopi-Indianern Nordamerikas durch. 1907–1908 folgte das Studium der Ethnologie an der Berliner Friedrich-Wilhelms-Universität und im Königlichen Museum für Völkerkunde Berlin unter Felix von Luschan. Nachdem er 1914 in Ethnologie promoviert hatte, war er ab 1917 a. o. Professor an der Universität Basel.
Felix Speiser unternahm mehrere grosse Forschungsreisen: 1910–1912 nach Vanuatu (Neue Hebriden) und 1924 nach dem Nordosten Brasiliens zu den Aparai-Indianern (heutige Bundesstaaten Amapá und Pará). 1929–1930 reiste Speiser erneut in den Pazifik zu den Inseln Bougainville und New Britain und ins Sepik-Tal auf Neuguinea.
Speiser war von 1942 bis 1949 Leiter des Museums für Völkerkunde Basel, des heutigen Museums der Kulturen.

## Rezeption
Speisers Werk zeichnet sich durch Zuverlässigkeit der Beobachtung und Vielseitigkeit aus. Vierzig Jahre nach seinem Tod wurde auf Veranlassung der Regierung Vanuatus sein Standardwerk zu den Neuen Hebriden unter dem Titel Ethnology of Vanuatu in das Englische übersetzt.

## Schriften (Auswahl)
- Südsee, Urwald, Kannibalen : Reiseeindrücke aus den Neuen Hebriden. Voigtländer Verlag, Leipzig 1913.
- Two Years with the Natives in the Western Pacific. Mills & Boon, London 1913.
- Ethnographische Materialien aus den neuen Hebriden und den Banks-Inseln. Kreidel Verlag, Berlin 1923. 
  - Englische Übersetzung: Ethnology of Vanuatu. An early twentieth century study. Crawford House, Bathurst NSW 1991, ISBN 1-86333-021-6, S. 204–209 und Tafeln 57–60. Nachdrucke 1996 und 1998. Eingeschränkte Vorschau in der Google-Buchsuche.
- Über Initiationen in Australien und Melanesien. In: Verhandlungen der Naturforschenden Gesellschaft in Basel. 40 (1929), S. 53–258.
- Einführung in das Museum für Völkerkunde Basel. Museum für Völkerkunde und Schweizerisches Museum für Volkskunde, Basel 1939.